# سومرسدورف
سومرسدورف (به آلمانی: Sommersdorf) یک شهر در آلمان است که در Börde واقع شده‌است. سومرسدورف ۱٬۵۳۴ نفر جمعیت دارد.